# Estatua de Teucro
Teucro es una estatua creada por el escultor español Cándido Pazos, localizada en la ciudad española de Pontevedra. Se sitúa en la plaza de San José, por encima del reloj del edificio céntrico de la antigua Caja de Ahorros Provincial de Pontevedra y fue inaugurado en 15 de julio de 2006.

## Historia
Teucro es el mítico fundador de la ciudad de Pontevedra. Cuenta la leyenda que el mítico arquero Teucro, hijo del Rey Télamo (Rey de Salamina), siguió una sirena, Leucoiña, en el exilio en la Ría de Pontevedra y fundó entonces la ciudad.
Antes de la fundación de la ciudad, Teucro, con su hermano Áyax y su primo Aquiles, había ido a la guerra de Troya. Pero cuando esta larga guerra terminó y ellos regresaron a casa, los héroes no fueron bien recibidos, incluso por sus propias familias. Teucro, rechazado por su padre, partió en búsqueda de una nueva patria en Occidente y llegó a la península ibérica, viajó a lo largo de la costa de Hispania, atravesó el Estrecho de Gibraltar y fundó una colonia griega llamada Hellenes, que más tarde se convirtió en la actual Pontevedra.

## Descripción
La escultura es de bronce y tiene 6 metros de altura. El arco que sostiene en su mano derecha, hueco en su interior, es de calamina (una aleación de zinc, estaño y plomo).
Pesa 2 toneladas y está anclada por medio de un cable de acero al pequeño pabellón del reloj en la parte superior del edificio de la Caja de ahorros de Pontevedra, a una altura de 20 metros. La escultura da una sensación de ligereza que nos hace pensar que está flotando en el vacío.
Teucro es representado como un joven atleta desnudo con un arco modernista y la expresión de haber llegado a su destino.

## Cultura
La ciudad dio el nombre de Teucro en 1843 a la plaza más antigua del centro histórico, que hasta entonces había sido llamada Plaza de la Ciudad o Plaza del Pan.
En la fachada de la Casa consistorial de Pontevedra (1880), hay una inscripción de la fundación de la ciudad por el arquero griego Teucro.

FVNDOTE TEVCRO VALIENTE

DE AQVESTE RIO EN LA ORILLA

PARA QUE EN ESPAÑA FVESES

DE VILLAS LA MARAVILLA

DEL ZEBEDEO LA ESPADA

CORONA TU GENTILEZA

VN CASTILLO PVENTE Y MAR

ES TIMBRE DE TV NOBLEZA

En 1956, una estatua en granito de Teucro con una cruz atrás fue añadida al arco de la fuente que cierra el atrio de la Iglesia de Virgen Peregrina.

## Galería de imágenes

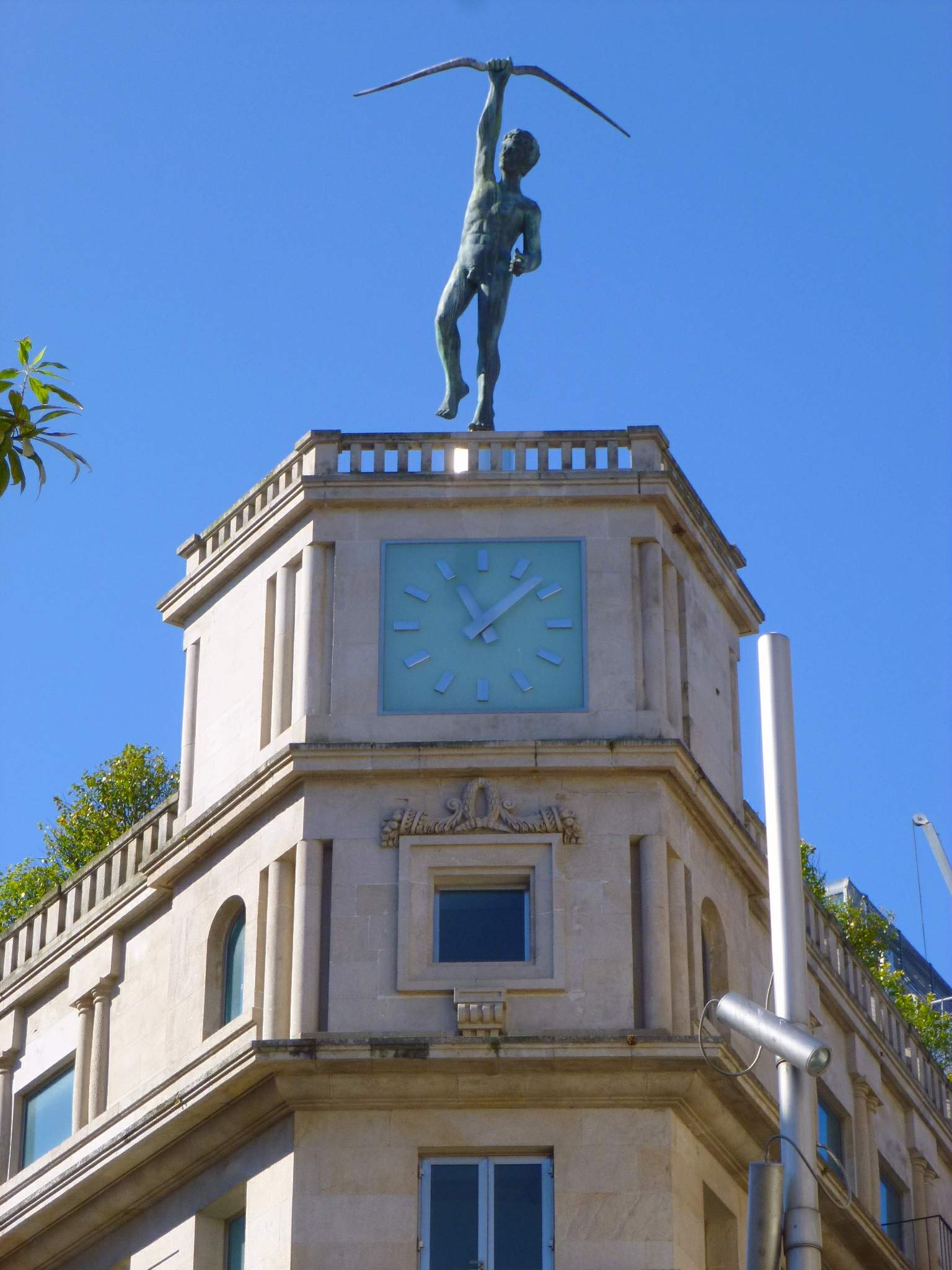
Teucro por encima del reloj en el edificio de la Caja de ahorros provincial de Pontevedra.
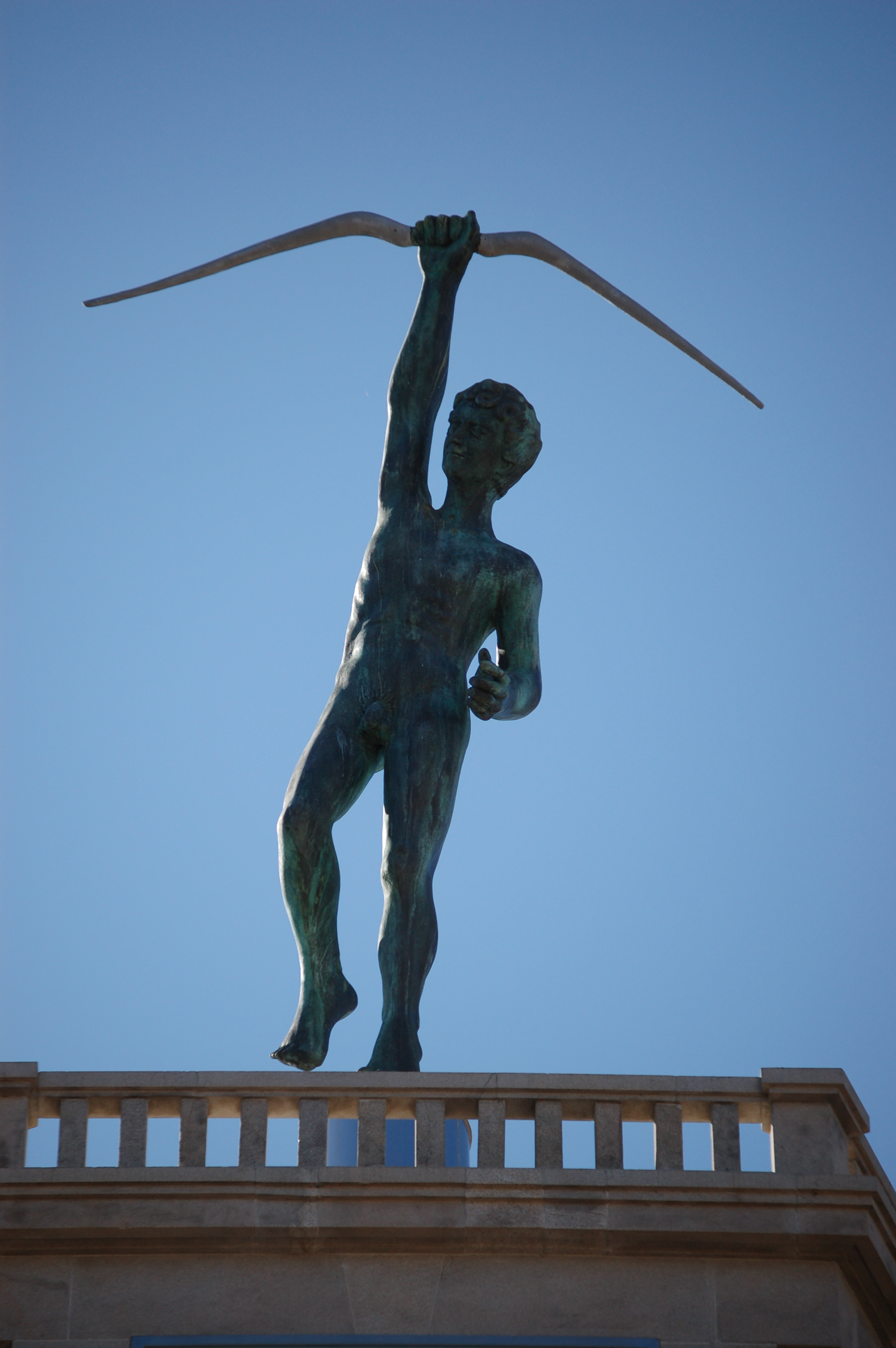
Estatua de Teucro
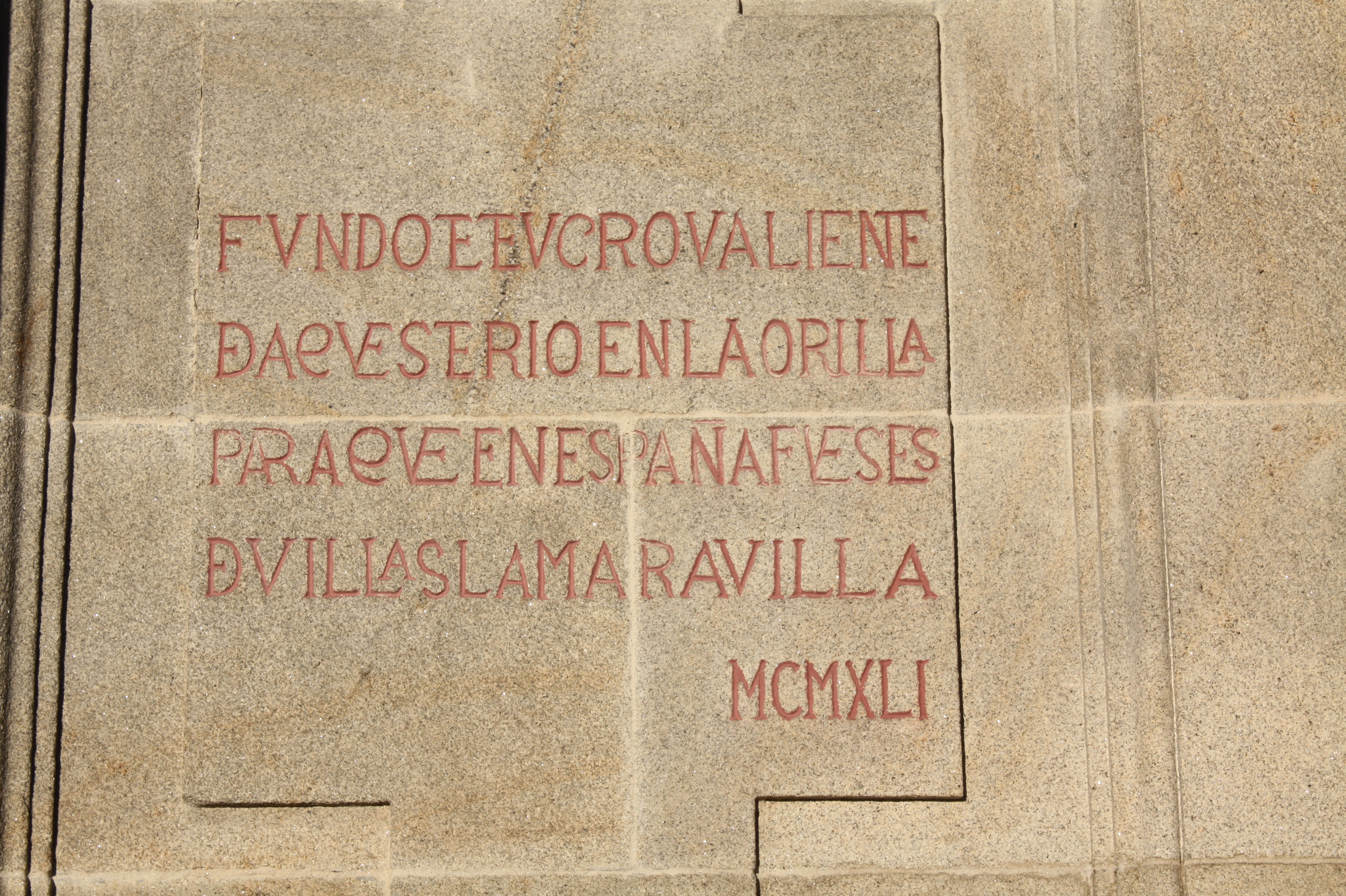
Inscripción en la fachada de la Casa consistorial de Pontevedra
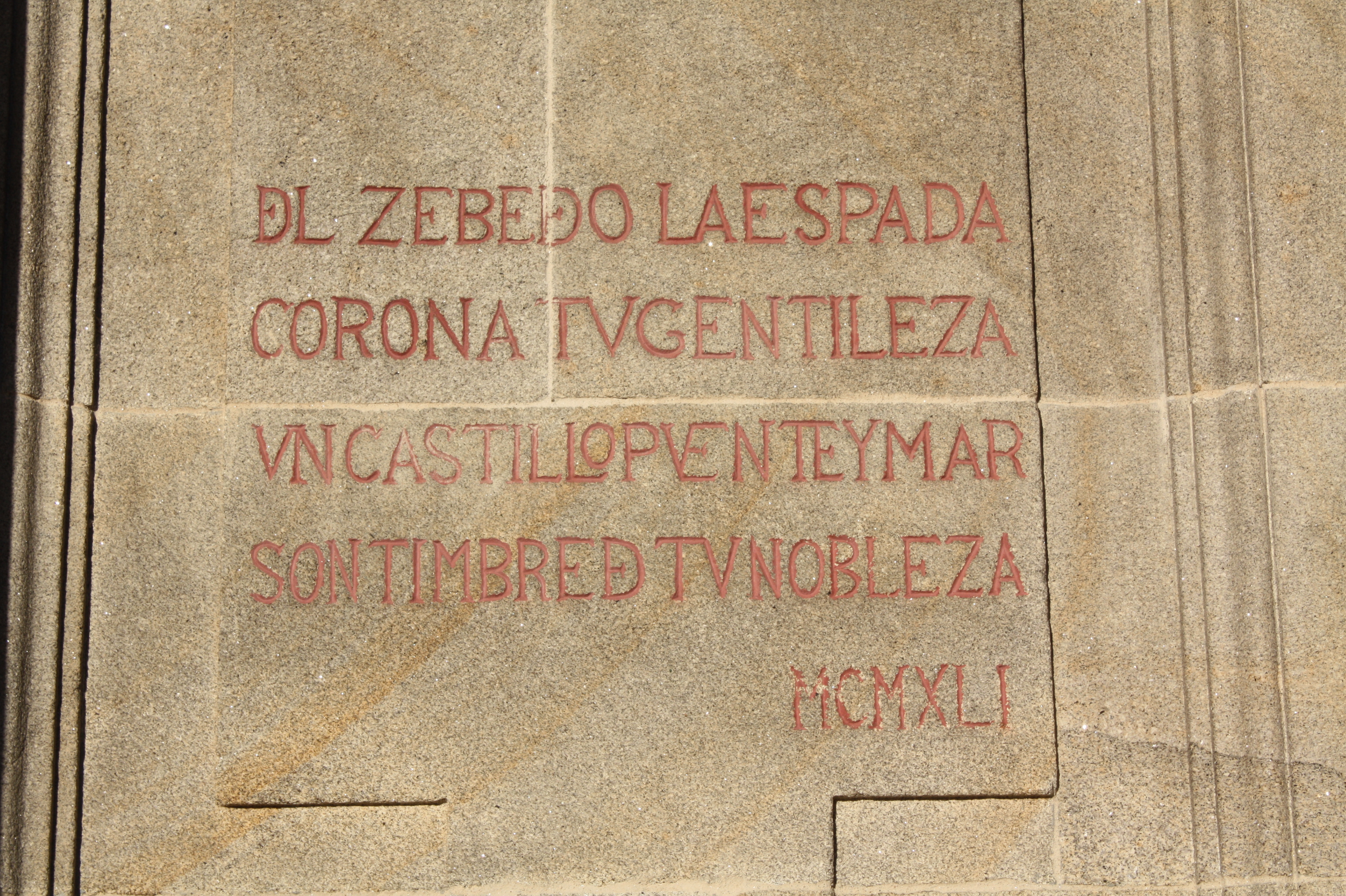
Inscripción en la fachada de la Casa consistorial (continuación)
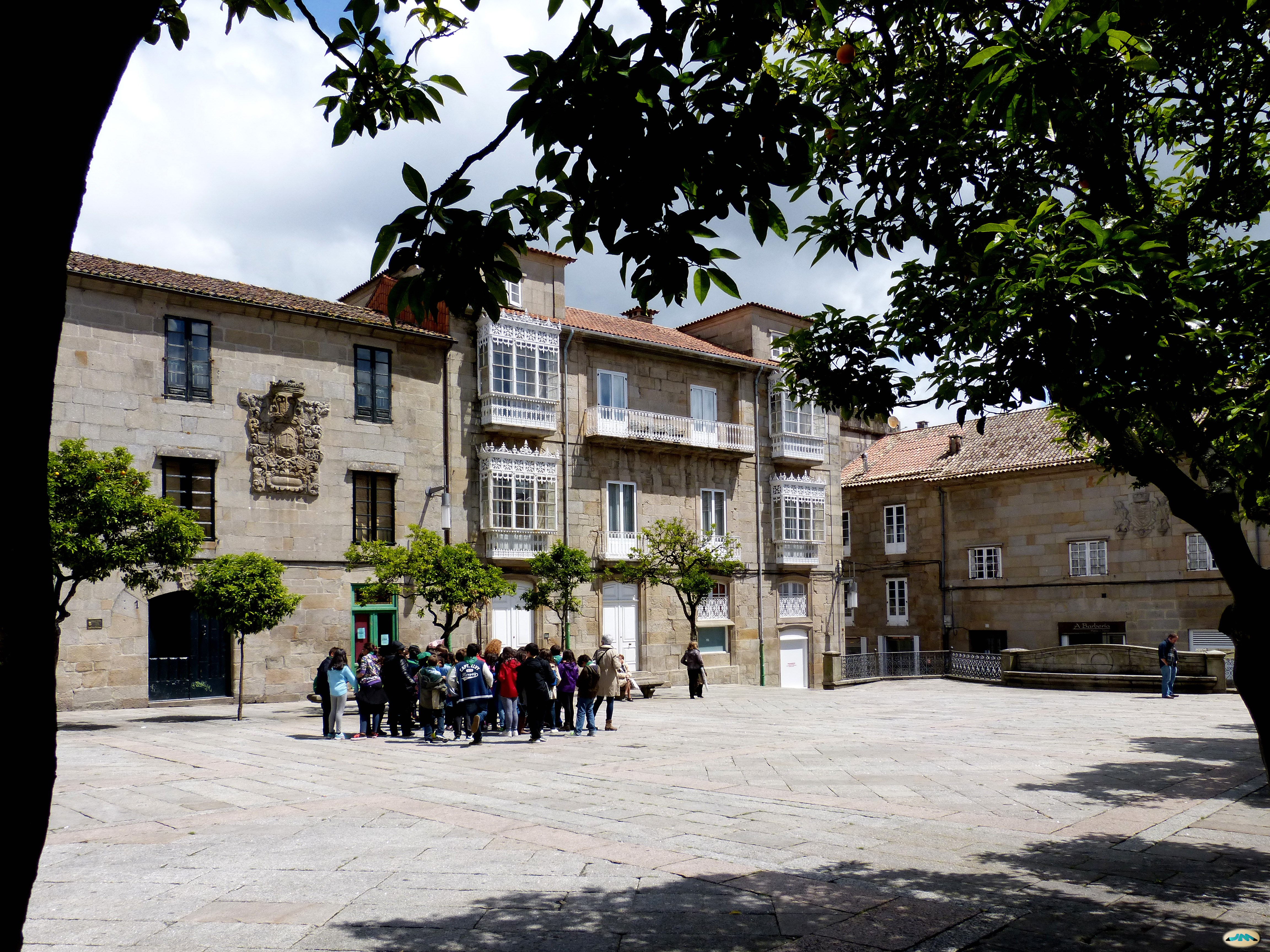
Plaza de Teucro
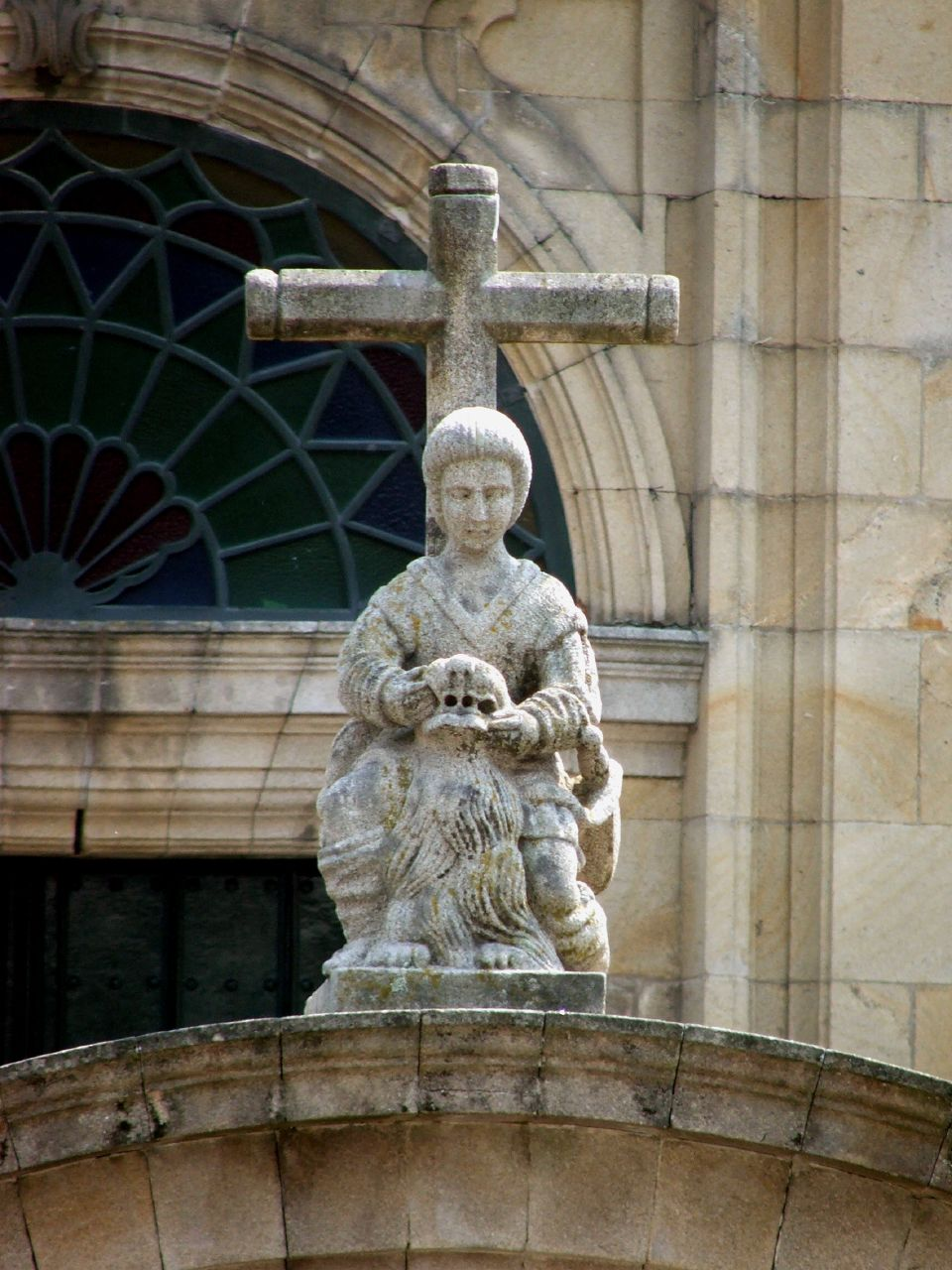
Estatua de Teucro en el atrio de la Iglesia de la Virgen Peregrina